# Французов, Александр Владимирович
Александр Владимирович Французов (бел. Аляксандр Уладзіміравіч Французаў; род. 19 мая 2004, Полоцк, Витебская область) — белорусский футболист, нападающий московского «Локомотива». Выступает на правах аренды в дзержинском «Арсенале».

## Карьера

### БАТЭ
Футболом начинал заниматься в полоцкой ДЮСШ, где первым тренером был Павел Корбут. В юношеском возрасте футболист перебрался в академию борисовского БАТЭ. Начиная с 2020 года футболист стал выступать за дублирующий состав клуба. Дебютировал за основную команду клуба футболист 22 июня 2021 года в матче Кубка Беларуси против «Барановичей», выйдя на замену на 69 минуте. Затем сезон футболист заканчивал в составе дублирующего состава борисовского клуба. В начале 2022 года футболист стал готовиться к новому сезону с основной командой клуба. Новый сезон футболист начал 5 марта 2022 года с победы за Суперкубок Беларуси, победив солигорский «Шахтёр», однако сам игрок просидел весь матч на скамейке запасных. Дебютный матч в чемпионате футболист сыграл 20 марта 2022 года в матче против мозырской «Славии», выйдя на замену на последних минутах. В июле 2022 года вместе с основной командой футболист отправился на квалификационные матчи Лиги конференций УЕФА, однако на поле так и не вышел. На протяжении сезона футболист оставался в клубе преимущественно игроком скамейки запасных, став бронзовым призёром чемпионата. Также футболист стал стал лучшим бомбардиром первенства дублёров, отличившись за сезон 17 забитыми голами.
В начале 2023 года футболист полноценно присоединился к основной команде борисовского клуба, вместе с которым стал готовиться к новому сезону. Первый матч в новом сезоне футболист сыграл 18 марта 2023 года против «Гомеля», выйдя на замену на 79 минуте и отличившись своим дебютным забитым голом за клуб. Вместе с клубом футболист вышел в финал Кубка Беларуси, перед этим в полуфинальных матчах победив гродненский «Неман», однако сам футболист оставался на скамейке запасных. По итогу финала Кубка Беларуси футболист вместе с клубом стал серебряным призёром турнира, где 28 мая 2023 года уступили жодинскому «Торпедо-БелАЗ». В июне 2023 года футболист был отправлен в дублирующий состав борисовского клуба, к матчам с основной командой больше не привлекаясь. На протяжении сезона футболист выступал за основной состав БАТЭ как игрок замены, отличившись своим единственным забитым голом, в то время как за дублирующий состав успел отличиться 5 забитыми голами в 6 сыгранных матчах. В сентябре 2023 года футболист покинул борисовский клуб, расторгнув контракт по соглашению сторон.

### «Чертаново»
В сентябре 2023 года футболист находился в распоряжении российского клуба «Чертаново». В конце сентября 2023 года появилась информация, что футболист подписал с российским клубом контракт. В клубе футболист стал выступать в юношеской лиге в возрастной категории до 19 лет. Дебютировал за клуб футболист 4 ноября 2023 года в матче против «Челябинска», выйдя на замену на 82 минуте. В феврале 2024 года появилась информация, что к футболисту проявляет интерес российский клуб «Крылья Советов». Новый сезон за клуб футболист начал 6 апреля 2024 года с матча против клуба «Луки-Энергия», выйдя на поле в стартовом составе. Дебютным забитым голом за клуб футболист отличился 13 апреля 2024 года в матче против клуба «Родина-М». В матче 17 августа 2024 года против московского клуба «Спартак-2» футболист отличился забитым хет-триком. По итогу сезона футболист вместе с клубом завершил чемпионат на итоговом четвёртом месте в своей группе. На протяжении сезона футболист выступал за клуб в роли одного из основных игроков, отличившись 10 забитыми голами и результативной передачей. 

### «Арсенал» Дзержинск
В феврале 2025 года футболист на правах свободного агента присоединился к дзержинскому «Арсеналу», подписав контракт до конца сезона. Дебютировал за клуб футболист 16 марта 2025 года в матче против брестского «Динамо», выйдя на поле в стартовом составе и отличившись своей дебютной результативной передачей. Дебютным забитым голом за клуб футболист отличился 12 апреля 2025 года в матче против жодинского «Торпедо-БелАЗ». В июне 2025 года появилась информация, что футболист может стать игроком московского «Локомотива», вместе с которым примет участие в тренировочных сборах в конце месяца. В июне 2025 года футболист официально присоединился к московскому «Локомотиву», подписав трёхлетний контракт, до конца сезона на правах арендного соглашения продолжая выступать за дзержинский «Арсенал».

## Международная карьера
В ноябре 2021 года вызывался на сборы юношеской сборной Беларуси до 18 лет. В марте 2022 года получил вызов в юношескую сборную Беларуси до 19 лет. Дебютировал за сборную в июне 2022 года в товарищеских матчах против сверстников из Узбекистана, где в первом матче футболист отдал результативную передачу. Дебютными голами отличился 17 ноября 2022 года в товарищеском матче против сборной России до 18 лет, записав на свой счёт дубль. По окончании сезона футболист покинул российский клуб.

## Достижения
БАТЭ
- Обладатель Суперкубка Беларуси: 2022